# FC Kerksken
FC Kerksken was een Belgische voetbalclub uit Kerksken. 
De club was aangesloten bij de KBVB met stamnummer 7760 en had geel-blauw als kleuren. De club speelde al zijn hele bestaan in de provinciale reeksen. Kerksken had vier ploegen voor volwassenen en twaalf jeugdelftallen in competitie.
In 2020 werd besloten te fusioneren met de buren van KRC Haaltert. De nieuwe club heet KFC Kerksken-Haaltert en speelt onder het stamnummer 2729 van Haaltert.